# Ambassade van India in Suriname
De ambassade van India in Suriname is een diplomatieke missie van India aan de Dr. Sophie Redmonsstraat in Paramaribo. De ambassadeur is S. Balachandra (stand 2021).
De ambassade beheert het Swami Vivekananda Cultureel Centrum (aanvankelijk Indiaas Cultureel Centrum) in Paramaribo dat deel uitmaakt van het Indian Council for Cultural Relations (ICCR). Het werd opgericht in 1978 en organiseert regelmatig evenementen en cursussen om de culturele uitwisseling tussen India en Suriname te bevorderen. Eind 2016 waren er ongeveer 80 vrijwillige Hindi-scholen in het land.

## Ambassadeurs
Zie: Lijst van ambassadeurs van India in Suriname